# Буферен усилвател
Вижте пояснителната страница за други значения на буфер.
Буферен усилвател или само буфер е електронна схема, разделяща източника на сигнал от приемника. Разделянето може да се налага по ред причини:
- съгласуване на съпротивление (импеданс) между източника и приемника;
- неутрализиране влиянието на приемника (товара) върху честотата или стабилността на генератор;
- усилване на сигнала за работа със силнотокови товари и/или много товари;
- предаване на сигнал по вълновод със силнотоков изход (предаватели);
- приемане на сигнал от вълновод с високо входно съпротивление (приемници);
- разделяне и задържане на сигнали по шина, които са мултиплексирани по време.

В зависимост от типа на сигнала буферните усилватели могат да бъдат аналогови или цифрови.
В аналоговите усилватели за съгласуване с товар с ниско съпротивление (силнотокови товари) най-често се използва схема „общ колектор“ (емитерен повторител). За съгласуване по импеданс на товари с голяма индуктивност или капацитет могат допълнително да се добавят резонансни контури.
В цифровата схемотехника предавателите могат да бъдат изполнение по схема „отворен колектор“ („отворен дрейн“) или чрез комплементарни двойки. Приемниците могат да имат хистерезис за възстановяване формата на сигнала.